# Death Mask
Death Mask is een videospel voor de Commodore Amiga en de Amiga CD32. Het spel werd uitgebracht in 1994. 

## Ontvangst
| Beoordeeld door  | Platform   | Datum      | Score |
| ---------------- | ---------- | ---------- | ----- |
| Amiga Joker      | Amiga CD32 | mei 1995   | 67%   |
| Amiga Joker      | Amiga      | maart 1995 | 65%   |
| Joystick (Frans) | Amiga CD32 | april 1995 | 60%   |
| Amiga Games      | Amiga CD32 | april 1995 | 39%   |